# Hilarographa
Hilarographa är ett släkte av fjärilar. Hilarographa ingår i familjen vecklare.

## Bildgalleri

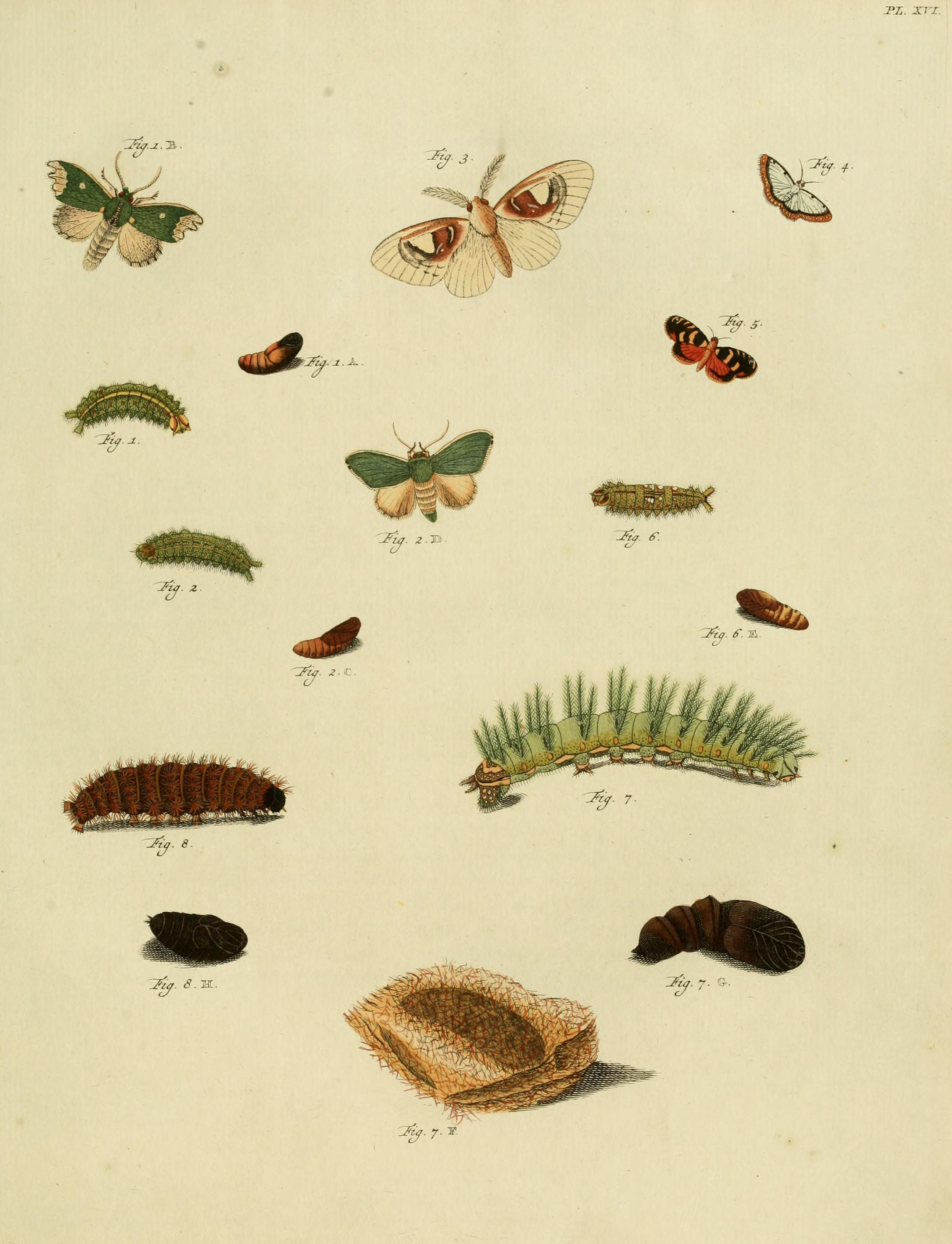

## Dottertaxa tillHilarographa, i alfabetisk ordning[1]
- Hilarographa africana
- Hilarographa ancilla
- Hilarographa bellica
- Hilarographa borbona
- Hilarographa bryonota
- Hilarographa calathisca
- Hilarographa ceramopa
- Hilarographa cirrhocosma
- Hilarographa citharistis
- Hilarographa druidica
- Hilarographa dulcisana
- Hilarographa eriglypta
- Hilarographa euphronica
- Hilarographa fassliana
- Hilarographa firmana
- Hilarographa hermatodes
- Hilarographa hexapeda
- Hilarographa jonesi
- Hilarographa malgassicella
- Hilarographa mechanica
- Hilarographa merinthias
- Hilarographa methystis
- Hilarographa olympica
- Hilarographa orthochrysa
- Hilarographa plectanodes
- Hilarographa plurimana
- Hilarographa quinquestrigana
- Hilarographa refluxana
- Hilarographa regalis
- Hilarographa ribbei
- Hilarographa rigatiella
- Hilarographa swederiana
- Hilarographa tetralina
- Hilarographa thaliarcha
- Hilarographa trabeana
- Hilarographa xanthotoxa
- Hilarographa youngiella